# Gila (reka)
Gila (O'odham Pima Hila Akimel) je 1.014 km dolga reka, ki teče po ozemljih ameriških zveznih držav Arizona in Nova Mehika. Velja za eno najdaljših puščavskih rek na svetu. Izliva se v Kolorado.
Med letoma 1848 in 1853 je bila reka državna meja med ZDA in Mehiko.